# Список патрицианских родов Древнего Рима
В V—IV веках до н. э. известны 53 патрицианских родов, к началу III века до н. э. их остается лишь 18.
Последний патриций на римском престоле — император Гальба.
Далее конца II века н. э. судьба этих родов не прослеживается.

## А
- Аквилии
- Атернии
- Атилии

## В
- Валерии
- Вергинии (Виргинии)
- Ветурии
- Вителлии
- Волумнии

## Г
- Гегании
- Генуции
- Герминии
- Горации

## К
- Кассии
- Квинктилии (Квинтилии)
- Квинкции (Квинтии)
- Клавдии
- Клелии (Клуилии)
- Коминии
- Корнелии
- Куриации
- Курции

## Л
- Ларции
- Лукреции

## М
- Манлии
- Марции
- Менении (Мененции)
- Минуции
- Муции

## Н
- Навтии
- Нумиции

## О
- Оппии (Опии)

## П
- Папирии
- Пинарии
- Постумии
- Потиции

## Р
- Рабулеи
- Ромилии
- Рутилии

## C
- Семпронии
- Сервилии
- Сергии
- Сестии
- Сульпиции

## Т
- Тарквинии
- Тарпеи
- Туллии

## Ф
- Фабии
- Фолии (Фослии)
- Фурии

## Э
- Эбуции
- Эмилии

## Ю
- Юлии